# Eotomarioidea
De Eotomarioidea zijn een superfamilie van uitgestorven weekdieren uit de klasse van de Gastropoda (slakken).

## Families
- Eotomariidae Wenz, 1938[1] †
- Gosseletinidae Wenz, 1938[1] †
- Luciellidae Knight, 1956[2] †
- Phanerotrematidae Knight, 1956[2] †
- Pseudoschizogoniidae Bandel, 2009[3] †
- Wortheniellidae Bandel, 2009[3] †